# Oligoryzomys flavescens
Oligoryzomys flavescens är en däggdjursart som först beskrevs av Waterhouse 1837.  Oligoryzomys flavescens ingår i släktet Oligoryzomys och familjen hamsterartade gnagare. IUCN kategoriserar arten globalt som livskraftig. Inga underarter finns listade i Catalogue of Life.
Denna gnagare förekommer i östra Brasilien, södra Paraguay, södra Bolivia, Uruguay och i Argentinas norra delstater. Habitatet utgörs av fuktiga buskskogar, ängar med högt gräs, träskmarker och jordbruksmark. Arten är allätare och har bredvid växtdelar några ryggradslösa djur som föda. Honor föder mellan våren och hösten flera kullar med 3 till 7 ungar per kull, oftast 5.